# Aeroporto di Biškek-Manas
L'Aeroporto di Biškek-Manas (IATA: FRU, ICAO: UAFM) (in kirghiso Манас эл аралык аэропорту?, Manas el aralık aeroportu; in russo Международный Аэропорт Манас?, Meždunarodnyj Aėroport Manas), anche noto con il nome commerciale di Manas International Airport, è un aeroporto definito come internazionale dalle autorità dell'aviazione civile e situato a 23 km a Nord-Nord-Ovest della capitale Biškek, nel Distretto di Manas, in Kirghizistan.
La struttura è aperta al traffico commerciale 24 ore al giorno ed è posta all'altitudine di 637 m s.l.m. (2 090 ft), costituita da un terminal, una torre di controllo e da una pista con superficie in calcestruzzo e orientamento 08/26, lunga 4 204 m e larga 55 m (13 792 x 180 ft), equipaggiata con dispositivi di assistenza all'atterraggio tra i quali, il sistema di atterraggio strumentale (ILS), un impianto di illuminazione ad alta intensità (HIRL) e con indicatore di angolo di approccio PAPI. L'aeroporto è dotato di una piazzola per il traffico di elicotteri di 105 m x 55 m.
Lo scalo aeroportuale è base tecnica e hub principale delle compagnie aeree Air Bishkek, Kyrgyzstan Air Company, Avia Traffic Company che collegano Biškek tramite voli di linea con la Russia (Mosca, Novosibirsk, Krasnojarsk, Irkutsk), la Cina, l'Ucraina (Kiev), gli Emirati Arabi Uniti, il Pakistan, l'India e il Kazakistan.
Inoltre all'aeroporto di Biškek-Manas operano voli di linea e voli charter le compagnie aeree straniere che collegano Biškek con l'Europa (Pegasus Airlines, Turkish Airlines), l'Asia centrale (Air Astana, China Southern Airlines, Tajik Air, Uzbekistan Airways), l'Ucraina (Ukraine International Airlines), il Medio Oriente (Iran Air Tours, Iran Aseman Airlines) e la Russia (Aeroflot, Rossija Airlines, S7 Airlines).
Le sue strutture hanno ospitato il Transit Center at Manas, precedentemente indicato come Manas Air Base, una base di supporto logistico della United States Air Force (USAF) durante l'Operazione Enduring Freedom e dell'International Security Assistance Force (ISAF) in Afghanistan.